# Paul A. Partain
Paul Alan Partain (Austin, 2 de noviembre de 1946 – Austin, 28 de enero de 2005), conocido profesionalmente como Paul A. Partain, fue un actor estadounidense, reconocido por su interpretación de Franklin Hardesty en la película The Texas Chain Saw Massacre de 1974. Participó en otras producciones como Race with the Devil (1975), Rolling Thunder (1977) y The Texas Chainsaw Massacre: The Next Generation (1994). Partain falleció de cáncer el 28 de enero de 2005 en Austin, Texas.

## Filmografía
- Lovin' Molly (1974) - Willy
- The Texas Chain Saw Massacre (1974) - Franklin
- Race with the Devil (1975) - Cal Mathers
- Rolling Thunder (1977)
- The Texas Chainsaw Massacre: The Next Generation (1994) - Empleado del hospital
- Burying Lana (1997)
- The Life of David Gale (2003) - Alcohólico